# 武尚耕
武尚耕（1543年—1599年），字邦聘，號秦川，應天府溧水縣人，軍籍，明朝政治人物。

## 生平
隆慶四年（1570年）庚午科應天府鄉試第三名。隆慶五年（1571年）聯捷辛未科三甲第一百五十名進士。户部觀政，除廣東程鄉縣知縣，万历元年（1573年）充廣東省乡试考试官，萬曆三年徵入，拜禮科给事中，萬曆五年奉使荆藩，过家道拜户科右给事中，尋補外爲江西佥事，分部湖東。丁父桥墩公憂，萬曆十一年服除，仍补故官，移福建汀漳，兼辖程乡。次年满考，晉湖廣參議，治郢上。萬曆十四年晉四川按察副使，分巡上川南。十六年以平夷功晉本省參政，二十年升四川按察使。未幾，次年晉湖廣右布政使，尋轉左，以事被弹劾去職。万历二十七年卒，年五十七。

## 家族
曾祖父武鎮；祖父武澤；父武晑，號桥墩，官按察司照磨。母王氏；前母李氏。